# Гомосексуальность в Древнем Риме

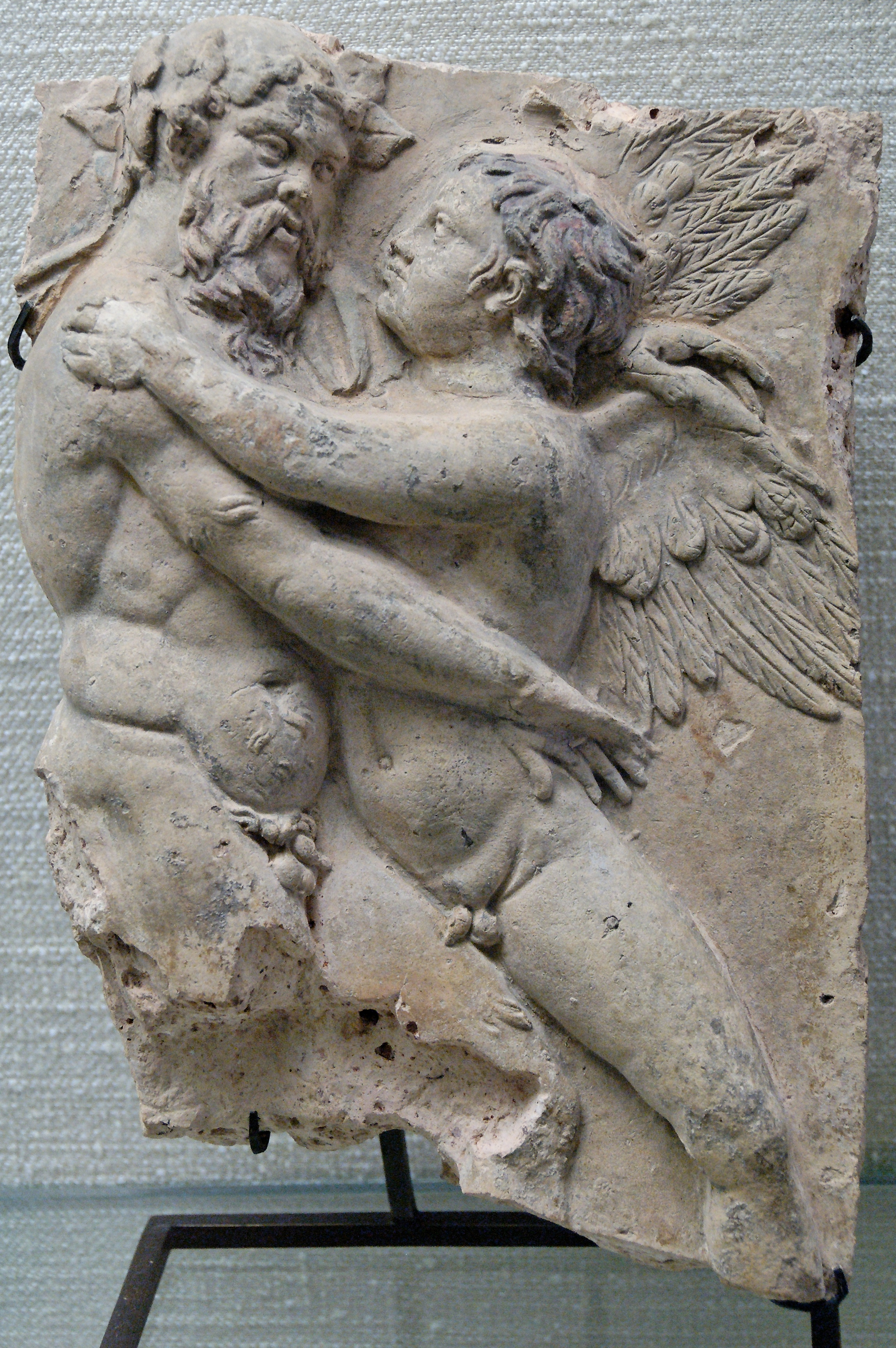
Эрот в объятиях сатира. Терракотовый рельеф, ок. I в. н. э.

До наших дней дошло несколько источников, касающихся гомосексуальных отношений в античном Риме и Римской империи. Среди их числа — некоторые литературные произведения, стихи, рисунки и другие изображения, так или иначе описывающих сексуальные пристрастия некоторых правителей. Однако, в сравнении с аналогичными древнегреческими источниками, число сохранившихся гомоэротических изображений значительно меньше. Отношение древних римлян к гомосексуальности также менялось от временной эпохи, от неприятия времен Республики до одобрения во время заката Римской Империи.

## Взгляд на однополую сексуальность
Однополые отношения в древнеримском обществе нельзя характеризовать с точки зрения современной западной культуры. В латинском языке отсутствуют слова для обозначения понятий, соответствующих сегодняшним понятиям гетеросексуальности или гомосексуальности. Любые сексуальные отношения характеризовались биполярностью — активной, доминирующей, «мужской» ролью с одной стороны и пассивной, подчиняющейся, «женской» ролью — с другой.
В патриархальном римском обществе свободные граждане мужского пола обладали особыми политическими свободами (libertas), в том числе и правом распоряжаться как собственной жизнью, так и жизнью членов своей семьи (familia). Одним из важнейших качеств свободного мужчины-гражданина являлась мужественность (virtus), определяющая мужчину. Статус мужественности являлся гарантом способности мужчины распоряжаться как собой, так и людьми более низкого статуса.
В Римском праве существовал слабо-задокументированный закон Lex Scantinia, предполагающий наказание за сексуальное преступление против меньшинства свободно-рождённых мужчин, носивших toga praetexta. Закон предполагал защитить тело гражданина Рима от сексуальной агрессии, однако, выделяя с помощью toga praetexta мужчин свободно выбравших «пассивную» роль в гомосексуальных отношениях, этот закон часто использовался в качестве аргумента против образа жизни политического оппонента. Кроме того, к мужчинам, не являющимся гражданами Рима, этот закон не относился.
Культ мужественности и менталитет завоевателя сохранялись и в основе однополых отношений между мужчинами. Римские мужчины не теряли своего социального статуса, пока они не принимали пассивную, подчиняющуюся роль. Таким образом, для римских свободных граждан-мужчин были приемлемы сексуальные контакты с лицами обоих полов, но до тех пор, пока они не выходят за рамки активной «проникающей» роли. Это значит, что римские свободные мужчины могли свободно вступать в сексуальные контакты с другими мужчинами в доминирующей роли, не теряя при этом своей мужественности. В качестве сексуальных партнёров, принимающих подчиняющуюся роль, могли выступать рабы, проститутки и представители некоторых других слоев населения. Обычно, римские мужчины для сексуальных отношений предпочитали молодых партнёров в возрасте от 12 до 20 лет, однако несовершеннолетние свободные граждане оставались под табу, поэтому в качестве пассивных партнёров римляне часто могли выбирать мужчин (например, рабов или кинедов) значительно более старших, чем они сами.
Нравственность сексуального поведения гражданина зависела от социального положения его партнёра. Пол того не был важным фактором приемлемости выбора сексуального партнёра. Считалось аморальным иметь сексуальные отношения с женой другого свободного гражданина, с его несовершеннолетней дочерью, с его несовершеннолетним сыном, а использование в сексуальных целях раба другого человека могло произойти только с разрешения владельца. В императорскую эпоху потеря ряда политических свобод гражданами и их подчинение императору были выражены заметным ростом добровольного пассивного гомосексуального поведения среди свободных граждан, сопровождающегося увеличением задокументированных случаев казней и телесных наказаний граждан. Крах республиканских идеалов о физической неприкосновенности находит своё отражение в сексуальной распущенности в императорскую эру.
Однополые отношения между женщинами менее документированы. Хотя римские женщины с высоким социальным статусом также получали образование, писали стихи и переписывались с родственниками-мужчинами, в целом до наших дней дошло очень мало литературных источников, написанных женщинами. Мужчины же мало интересовались сексуальными переживаниями женщин.

## Гомоэротическая литература и искусство

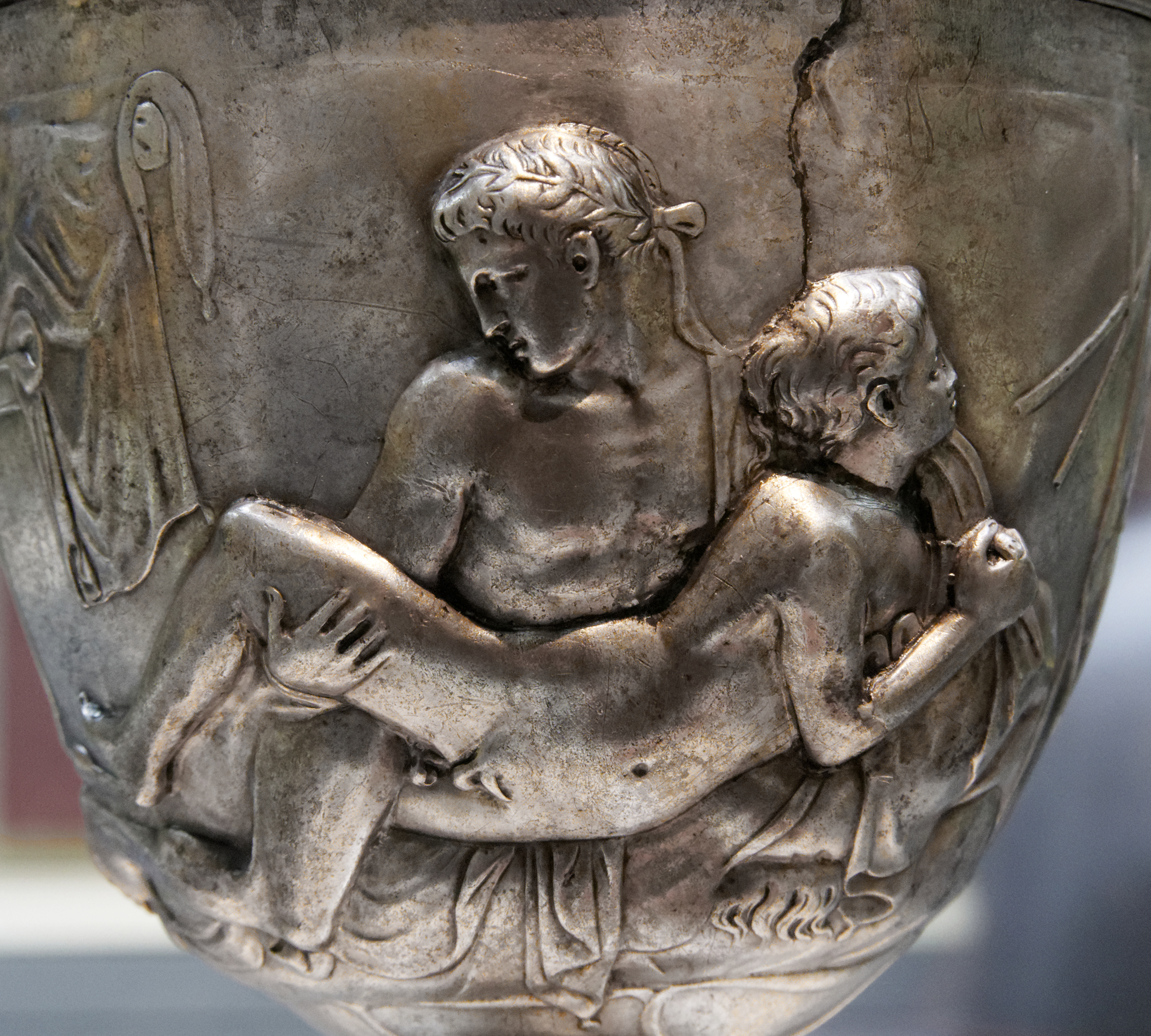
Кубок Уоррена с изображением взрослого мужчины и мальчика

Гомоэротические темы появились в латинской литературе в период увеличения греческого влияния на римскую культуру во II веке до нашей эры. Консул Квинт Лутаций Катул был в кругу поэтов, которые сделали короткие эллинистические стихи модными. В одном из его немногих сохранившихся произведений поэма о сексуальных желаниях на имя мужчины с греческим именем. Развитие греческой литературы и искусства как модели самовыражения способствовали торжеству гомоэротизма в качестве знака вежливости и сложности человеческой натуры.
«Греческая любовь» влияет на эстетику или средства выражения, а не на характер римской гомосексуальности как такового. Греческая гомосексуальность отличалась от римской прежде всего идеализацией эроса между свободными гражданами мужского пола с равным статусом, хотя обычно с возрастной разницей (см. «Гомосексуальность в Древней Греции»). Привязанность к мужчине вне семьи рассматривалась положительно среди греков, однако в римском обществе такие отношения ставили под угрозу авторитет главы семьи.
Так как римские женщины активно участвовали в воспитании своих сыновей, а женщины правящего класса часто продолжали консультировать и влиять на их сыновей и мужей в политической жизни, гомосоциальность не была распространена в Риме так, как это было в классических Афинах, где, как полагают, этому способствовали особенности культуры педерастии.
Эпоха «Новой поэзии», введённая в конце II века, была реализована в 50-х годах до н. э. Гаем Валерием Катуллом, стихи которого включают в себя несколько выражений сексуального желания к свободнорождённым молодым людям и недвусмысленно названы «Юность» (Iuventius). Латинское имя возлюбленного и его статус свободнорождённого могли подорвать римские традиции. Современник Катуллы Лукреций также признает влечение к «мальчикам». Гомоэротические темы присутствуют также в произведениях поэтов времён правления Августа, в том числе в элегиях Тибулла и Проперция, Вергилия и Горация.

## Мужская гомосексуальность

### Роли

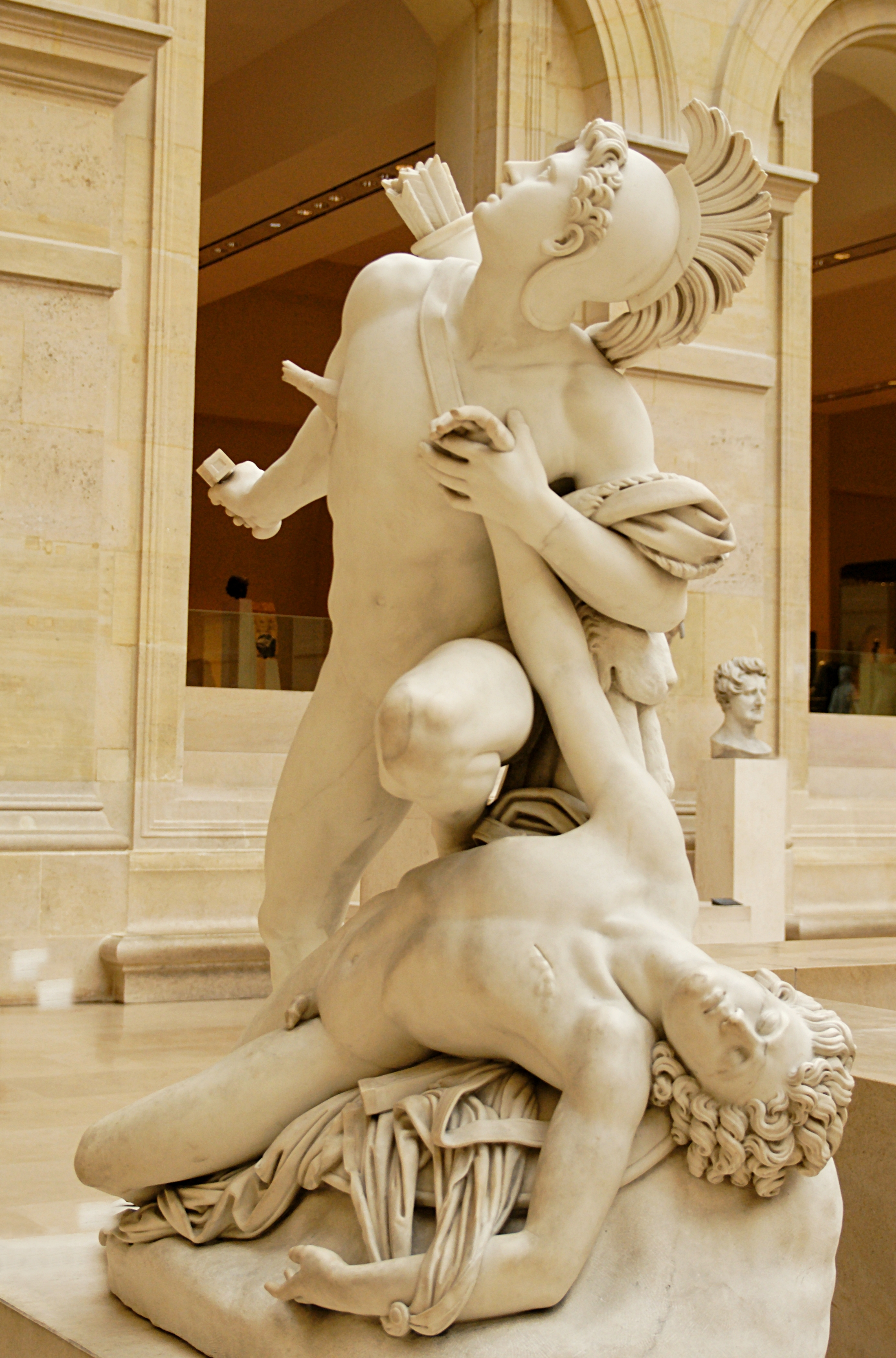
Героические образы Nisus and Euryalus (1827) скульптора Jean-Baptiste Roman: Вергилий описал их любовь, как преданность в духе римской морали

Мужчина или мальчик, который имел «принимающую» (пассивную) роль в сексе, назывался разными латинскими словами: cinaedus, pathicus, exoletus, concubinus (мужчина-наложник), spintria («аналист»), puer («мальчик»), Pullus («цыпленок»), mollis («мягкий») и так далее.
Некоторые термины, такие как exoletus, относились к взрослым; римляне, которые были социально маркированы как «мужественные», не ограничивались только отношениями с мужчинами-проститутками или рабами, и в кругу их партнёров были также «мальчики» в возрасте меньше 20 лет.
Некоторые люди преклонного возраста могли порой иметь пассивную роль. В частности, описываются случаи, когда пожилой мужчина имел пассивную роль и разрешал молодому рабу занимать активную роль. Однако желание взрослых мужчин быть проникнутыми считалось болезнью (morbus); тогда как стремление проникнуть в красивого юношу считалось нормальным.

### Однополые отношения в войсках
Римский солдат, как и любой свободный и респектабельный мужчина, как ожидалось, должен был показывать самодисциплину в вопросах секса. Август даже запретил солдатам вступать в брак, и этот запрет оставался в силе для императорской армии почти два века.
Формы сексуального удовлетворения, доступные для солдат, были секс с проститутками обоих полов, с рабами, изнасилования пленных, и однополые отношения. Секс среди сослуживцев, однако, нарушал римские традиции, так как такой акт совершался с другим свободнорождённым мужчиной. Солдат не должен был позволять использовать себя в целях сексуальной эксплуатации.
В военной традиции изнасилование символизировало поражение, и это было мотивом для солдат, чтобы не позволять использовать своё тело в этих целях. Во времена республики гомосексуальное поведение среди однополчан каралось суровым наказанием, вплоть до смертной казни, как нарушение воинской дисциплины.
Римские историки записывали назидательные истории об офицерах, которые злоупотребляли своей властью для принуждения своих солдат к сексу, и за это сурово наказывались.
Самым молодым солдатам, которые ещё могли бы сохранить элементы подростковой привлекательности (что ценилось римлянами в однополых отношениях), было рекомендовано усилить свои мужские качества, не использовать духи, не обрезать волосы в подмышках и в ноздрях.

### Сексуальный акт

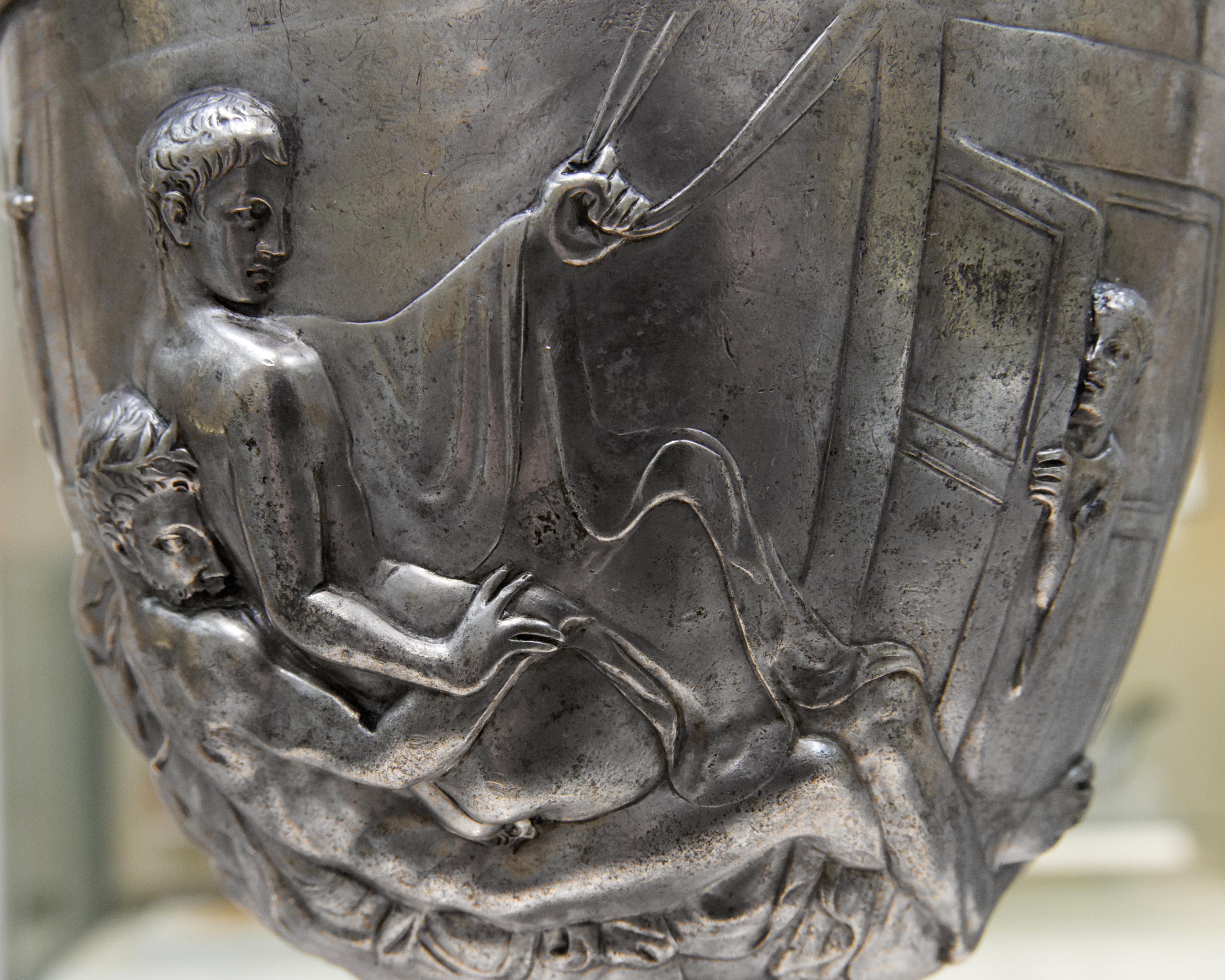
Кубок Уоррена с изображением взрослого мужчины и юноши

В дополнение к неоднократно описанному анальному сексу, оральный секс был также распространён. В отличие от Древней Греции, в Риме большой пенис был основным элементом привлекательности.
Некоторые императоры были представлены в негативном свете из-за того, что окружали себя мужчинами с большими половыми органами.
Известны также описания галло-римского поэта Авсония (IV век н. э.) о групповых однополых отношениях.

## Женская гомосексуальность

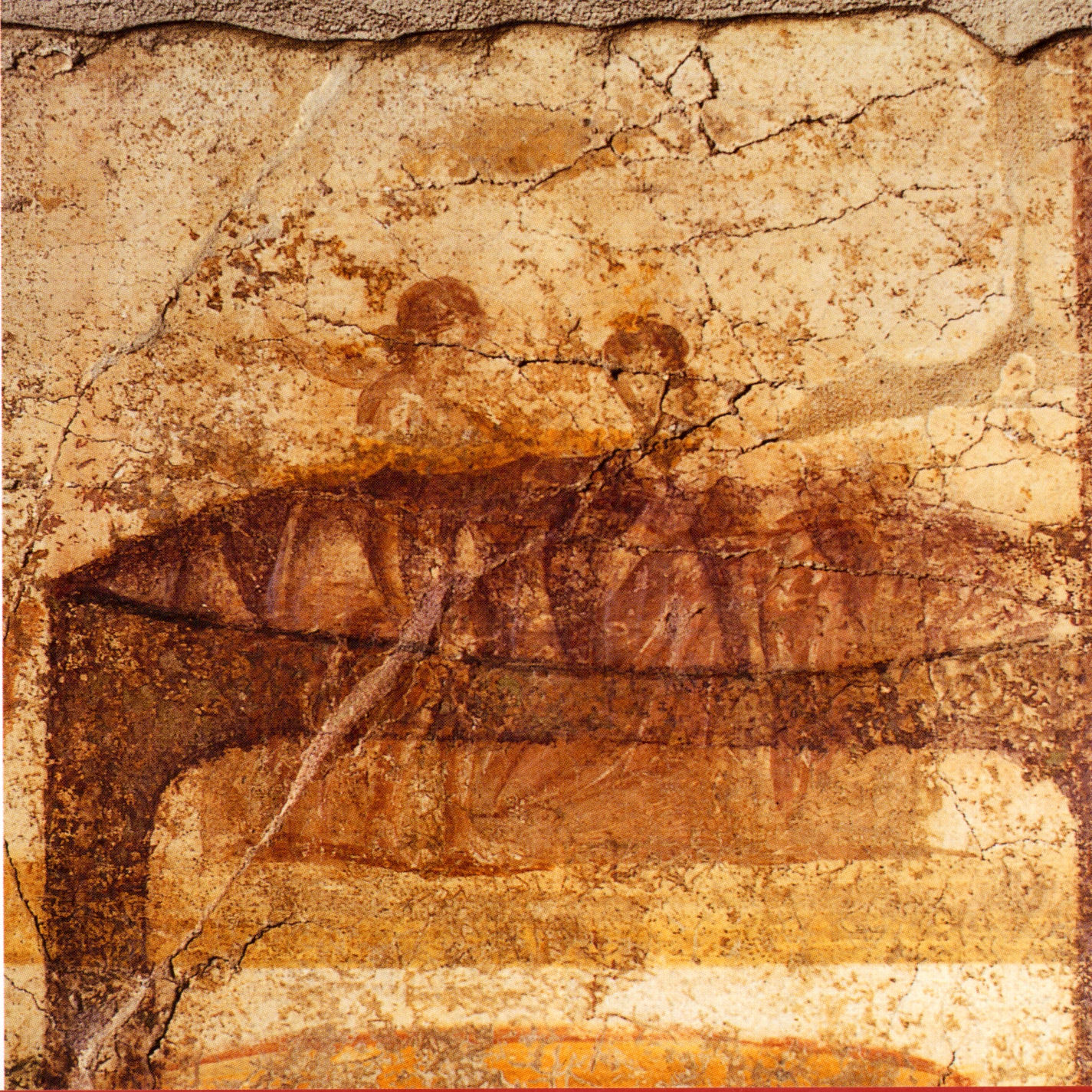
Сцена лесбийской проституции из Помпей.

Описания секса между женщинами являются нечастыми в римской литературе эпохи республики и раннего принципата. Овидий, который выступал в основном за гетеросексуальный образ жизни и римскую мораль, описывает женскую гомосексуальность в негативном свете. Однако в эпоху Римской империи источники об отношениях между женщинами встречаются гораздо чаще.
Женщин, предпочитающих секс с другой женщиной, называли греческими словами hetairistria, tribas и Lesbia или латинскими словами tribas, fricatrix («та, которая трется») и virago. Ранние упоминания об однополых отношений между женщинами как «лесбиянство» можно найти в произведениях писателя Лукиана (II век н. э.).
Так как римляне думали, что в половом акте обязательной является активная или доминирующая роль, мужчины-писатели представляли, что в лесбийском сексе одна из женщин использует фаллоимитатор или имеет исключительно большой клитор для проникновения, и что она одна испытывает удовольствие. Однако фаллоимитатор редко упоминается в римских источниках, зато он был популярным объектом в комических произведениях классической греческой литературы и искусства.
Есть описания женщин, выполняющих проникающий секс как с другими женщинами, так и мальчиками. В императорскую эпоху изображались женщины, которые содомизируют мальчика, пьют и едят как мужчины, и занимаются интенсивной физической деятельностью, что может отражать культурные брожения по поводу растущей независимости римских женщин.